# Impasse des Pavillons
L'impasse des Pavillons est une voie située dans le quartier des Grandes-Carrières du 18e arrondissement de Paris.

## Origine du nom
Cette voie doit son nom aux habitations pavillonnaires qui la bordent à l'origine et qui sont remplacées depuis par des immeubles.